# Gränichen
Gränichen (toponimo tedesco) è un comune svizzero di 7 706 abitanti del Canton Argovia, nel distretto di Aarau.

## Storia

### Simboli
Lo stemma apparve per la prima volta su un sigillo comunale del 1811 e si basa su quello dei baroni di Grenchen, sebbene storicamente non vi sia alcun collegamento.

## Monumenti e luoghi d'interesse

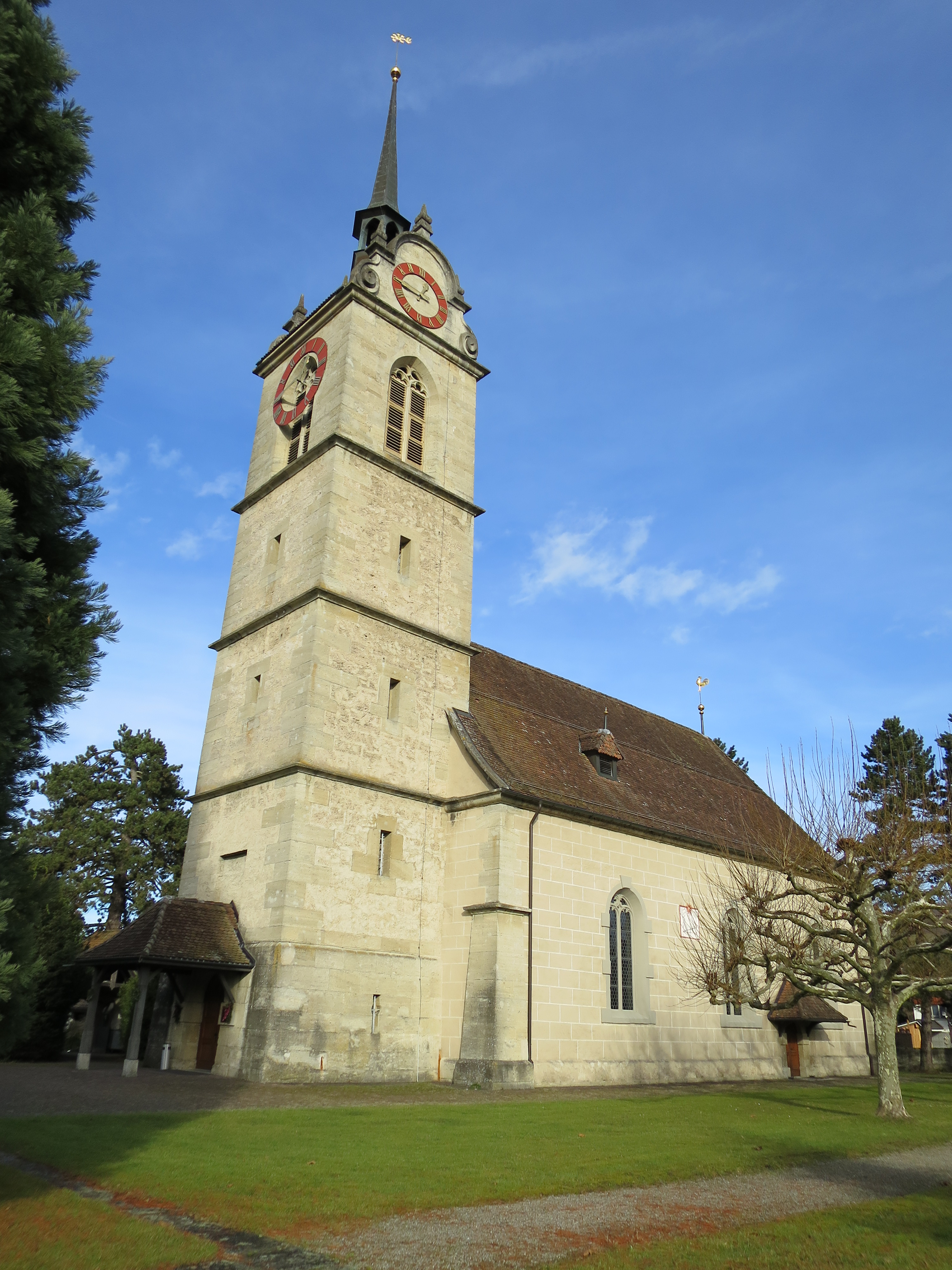
La chiesa riformata

- Chiesa riformata, eretta nel 1663 da Abraham Dünz[2].

## Società

### Evoluzione demografica
L'evoluzione demografica è riportata nella seguente tabella:
Abitanti censiti

## Infrastrutture e trasporti

La stazione di Gränichen

Gränichen è servito dall'omonima stazione sulla Wynental- und Suhrentalbahn (linea S14 della rete celere dell'Argovia).

## Amministrazione
Ogni famiglia originaria del luogo fa parte del cosiddetto comune patriziale e ha la responsabilità della manutenzione di ogni bene ricadente all'interno dei confini del comune.